# Proales sordida
Proales sordida är en hjuldjursart som beskrevs av Gosse 1886. Proales sordida ingår i släktet Proales och familjen Proalidae. Arten är reproducerande i Sverige. Inga underarter finns listade i Catalogue of Life.